# Courcy (Calvados)
Courcy – miejscowość i gmina we Francji, w regionie Normandia, w departamencie Calvados.
Według danych na rok 1990 gminę zamieszkiwały 152 osoby, a gęstość zaludnienia wynosiła 17 osób/km² (wśród 1815 gmin Dolnej Normandii Courcy plasuje się na 734. miejscu pod względem liczby ludności, natomiast pod względem powierzchni na miejscu 575.).